# Manuel Gulde
Manuel Gulde (Mannheim, Baden-Wurtemberg, 12 de febrero de 1991) es un exfutbolista alemán que jugaba de defensa.

## Selección nacional
Gulde fue internacional en categorías inferiores con la selección de Alemania entre 2006 y 2009.

## Estadísticas
Actualizado al último partido disputado en su carrera (no incluye encuentros en equipos reserva).
| Club                           | Div.          | Temporada     | Liga  | Liga  | Copas nacionales | Copas nacionales | Copas internacionales | Copas internacionales | Total | Total |
| Club                           | Div.          | Temporada     | Part. | Goles | Part.            | Goles            | Part.                 | Goles                 | Part. | Goles |
| ------------------------------ | ------------- | ------------- | ----- | ----- | ---------------- | ---------------- | --------------------- | --------------------- | ----- | ----- |
| TSG 1899 Hoffenheim · Alemania | 1.ª           | 2009-10       | 6     | 0     | 0                | 0                | ―                     | ―                     | 6     | 0     |
| TSG 1899 Hoffenheim · Alemania | 1.ª           | 2010-11       | 1     | 0     | 0                | 0                | ―                     | ―                     | 1     | 0     |
| TSG 1899 Hoffenheim · Alemania | 1.ª           | 2011-12       | 0     | 0     | 0                | 0                | ―                     | ―                     | 0     | 0     |
| TSG 1899 Hoffenheim · Alemania | Total club    | Total club    | 7     | 0     | 0                | 0                | 0                     | 0                     | 7     | 0     |
| S. C. Paderborn 07 · Alemania  | 2.ª           | 2012-13       | 13    | 1     | 0                | 0                | ―                     | ―                     | 13    | 1     |
| S. C. Paderborn 07 · Alemania  | Total club    | Total club    | 13    | 1     | 0                | 0                | 0                     | 0                     | 13    | 1     |
| Karlsruher S. C. · Alemania    | 2.ª           | 2013-14       | 7     | 0     | 0                | 0                | ―                     | ―                     | 7     | 0     |
| Karlsruher S. C. · Alemania    | 2.ª           | 2014-15       | 34    | 2     | 2                | 0                | ―                     | ―                     | 36    | 2     |
| Karlsruher S. C. · Alemania    | 2.ª           | 2015-16       | 27    | 2     | 1                | 0                | ―                     | ―                     | 28    | 2     |
| Karlsruher S. C. · Alemania    | Total club    | Total club    | 68    | 4     | 3                | 0                | 0                     | 0                     | 71    | 0     |
| S. C. Friburgo · Alemania      | 1.ª           | 2016-17       | 20    | 0     | 1                | 0                | ―                     | ―                     | 21    | 0     |
| S. C. Friburgo · Alemania      | 1.ª           | 2017-18       | 17    | 1     | 0                | 0                | 0                     | 0                     | 17    | 1     |
| S. C. Friburgo · Alemania      | 1.ª           | 2018-19       | 21    | 1     | 1                | 0                | ―                     | ―                     | 22    | 1     |
| S. C. Friburgo · Alemania      | 1.ª           | 2019-20       | 17    | 1     | 0                | 0                | ―                     | ―                     | 17    | 1     |
| S. C. Friburgo · Alemania      | 1.ª           | 2020-21       | 27    | 2     | 0                | 0                | ―                     | ―                     | 27    | 2     |
| S. C. Friburgo · Alemania      | 1.ª           | 2021-22       | 20    | 0     | 5                | 0                | ―                     | ―                     | 25    | 0     |
| S. C. Friburgo · Alemania      | 1.ª           | 2022-23       | 15    | 1     | 1                | 0                | 2                     | 0                     | 18    | 1     |
| S. C. Friburgo · Alemania      | 1.ª           | 2023-24       | 27    | 1     | 1                | 0                | 8                     | 0                     | 36    | 1     |
| S. C. Friburgo · Alemania      | 1.ª           | 2024-25       | 0     | 0     | 0                | 0                | ―                     | ―                     | 0     | 0     |
| S. C. Friburgo · Alemania      | Total club    | Total club    | 164   | 7     | 9                | 0                | 10                    | 0                     | 183   | 7     |
| Total carrera                  | Total carrera | Total carrera | 252   | 12    | 12               | 0                | 10                    | 0                     | 274   | 12    |
| 1. 2. 3.                       |               |               |       |       |                  |                  |                       |                       |       |       |